# أفيشاي برافرمان
أفيشاي برافرمان (بالعبرية: אבישי ברוורמן‏) (من مواليد 15 يناير 1948) أستاذ اقتصاد وسياسي وشخصية عامة إسرائيلية.
عمل كخبير اقتصادي في البنك الدولي، وانتخب رئيسًا خامسًا لجامعة بن غوريون في النقب (1990-2006). كان عضوًا في الكنيست عن حزب العمل (2006-2015) وشغل منصب وزير شؤون الأقليات ورئيس لجنة المالية ورئيس لجنة الشؤون الاقتصادية في الكنيست.
حصل على جائزة إسرائيل لعام 2020 لإنجاز العمر، عن عمله كرئيس لجامعة بن غوريون.

## حياته
ولد أفيشاي برافرمان في رمات غان في فلسطين تحت الانتداب البريطاني. وكان والده البولندي المولد جاكوب برافرمان نجارًا وكانت والدته سارة من ليتوانيا معلمة روضة أطفال.
تخرج برافرمان من مدرسة "بليش" الثانوية في رمات غان. وفي عام 1968، تخرج بدرجة البكالوريوس في الاقتصاد والإحصاء من جامعة تل أبيب.
حصل على درجة الماجستير من جامعة تل أبيب ودرجة الدكتوراه في الاقتصاد من جامعة ستانفورد في كاليفورنيا، تحت إشراف البروفيسور جوزيف ستيجليتز.
في عام 1976 بدأ العمل في البنك الدولي في واشنطن العاصمة، وعمل لمدة 14 عامًا كخبير اقتصادي أول ورئيس قسم. وخلال تلك السنوات، قاد برامج السياسات والبحث والتطوير في أمريكا الجنوبية وإفريقيا وآسيا والشرق الأوسط وأوروبا الشرقية. ومن المهام التي تولاها إدارة السياسات الزراعية للبنك. وخلال هذه السنوات، نشر العديد من المقالات وحرر العديد من الكتب التي تتناول موضوعات تتعلق باقتصاديات التنمية والاقتصاد الزراعي والتنظيم الصناعي والسياسة العامة وإدارة الموارد والموارد المائية.

### جامعة بن غوريون في النقب
في أكتوبر 1990 عاد إلى إسرائيل ليشغل منصب رئيس جامعة بن غوريون في النقب، التي كانت آنذاك جامعة صغيرة تضم حوالي 5700 طالب. وأعلن في خطابه الأول أن الجامعة ستنمو بشكل كبير على أساس ثلاثة مبادئ: التميز في البحث، وفتح أبوابها أمام الطلاب الفقراء، وبناء حديقة للتكنولوجيا الفائقة مجاورة للجامعة.
تميزت فترة ولايته بأعمال بناء كبيرة في الحرم الجامعي الثلاثة للجامعة في بئر السبع وسديه بوكير ولاحقًا في إيلات، وبدء العديد من المناهج وبرامج البحث، منها:
- مدرسة كريتمان للدراسات العليا المتقدمة
- المعهد الوطني للتكنولوجيا الحيوية في النقب، برعاية عائلة دي بيتشيوتو
- معهد إلسي كاتز للعلوم والتكنولوجيا النانوية
- إعادة تشكيل معهد جاكوب بلوستين لأبحاث الصحراء (BIDR) في سديه بوكير والذي تحول تحت المعاهد التي أعيدت تسميتها ليضم ثلاثة معاهد بحثية، من بينها معهد زوكربيرج لأبحاث المياه (ZIWR)، بالإضافة إلى مدرسة ألبرت كاتز الدولية للدراسات الصحراوية.

وفي حرم عائلة ماركوس في بئر السبع:
- معهد أبحاث هكشيريم للأدب والثقافة اليهودية والإسرائيلية؛
- مواصلة تطوير وتسمية كلية جويس وإيرفين جولدمان للطب الفريدة، التي أسسها أول عميد للكلية وأول رئيس للجامعة، البروفيسور الراحل موشيه بريويس؛
- إنشاء كلية الطب للصحة الدولية (MSIH) بالتعاون مع جامعة كولومبيا؛
- كلية الإدارة، التي سميت فيما بعد بكلية جيلفورد جليزر للأعمال والإدارة؛
- قسم علوم الحاسوب. قسم هندسة أنظمة الحاسوب
- دورة تدريب الطيارين
- برنامج جامعي كامل لطلاب سلاح الجو الإسرائيلي في مدرسة طيران وجامعة مشتركة.

في عهد برافرمان، تم إنشاء مركز روبرت أرنو للدراسات البدوية والتنمية، كما كان مجمعًا اجتماعيًا مصممًا لإيواء قسم العمل المجتمعي الذي ترعاه عائلة ديشمان في ألمانيا، لتطوير التواصل الاجتماعي للجامعة مع السكان اليهود والبدو في بئر السبع والمنطقة، بالتعاون مع قسم العمل الاجتماعي في سبيتزر. بالإضافة إلى ذلك، تم إنشاء مركز مندل للقيادة في النقب في بئر السبع.
حشد برافرمان دعمًا واسع النطاق من مصادر خاصة وحكومية، ليشمل على وجه الخصوص صندوقًا لتعزيز التميز في الأبحاث يحمل اسم هوارد ولوتي ماركوس تبلغ قيمته حوالي 450 مليون دولار.
ومنحة من الحكومة الألمانية لمعاهد جاكوب بلوستين لأبحاث الصحراء في سدي بوكر؛ البدء في إنشاء مجمع للتكنولوجيا الفائقة في منطقة مجاورة للجامعة، بالإضافة إلى استقطاب شركة الاتصالات العملاقة دويتشه تيليكوم لإنشاء أول منشأة بحثية لها خارج ألمانيا في جامعة BGU.
خلال فترة ولايته، شاركت جامعة بن غوريون في العديد من المشاريع التعاونية حول العالم وخاصة في الشرق الأوسط، مع المغرب ومصر والأردن والسلطة الفلسطينية وقطاع غزة، كما صادقت اليونسكو على البرنامج الدولي لمحاصيل الأراضي القاحلة الذي أطلقته جامعة بن غوريون. وهو أول اعتراف من نوعه بالخبرة الإسرائيلية من قبل منظمة تابعة للأمم المتحدة. كما قام بجمع أموال كبيرة لبناء محطة قطار بئر السبع الشمالية/الجامعة وجسر المكسيك، الذي يربط الجامعة ومنتزه التكنولوجيا المتقدمة بوسط إسرائيل.
وفي نهاية فترة ولايته، بلغ عدد الطلاب الذين يدرسون في الجامعة حوالي 18 ألف طالب، من بينهم 400 طالب من المجتمع البدوي في النقب.
بين عامي 1991 و2005، شغل منصب رئيس لجنة رؤساء الجامعات (CUH) ثلاث مرات، وكان عضوًا في اللجنة العامة لانتخاب مديري البنوك (1993)، وشغل منصب رئيس لجنة جائزة القدس الأدبية (2003)، ورئيس لجنة إصلاح الاحتياطي المعين من قبل وزير الدفاع (2005).
تقرير قطاع المياه
في عام 1991، بدأ البنك الدولي سلسلة من الدراسات لتقييم الاحتياجات المائية في البلدان المحيطة بحوض الأردن. وأسند الجزء الإسرائيلي من البحث إلى البروفيسور أفيشاي برافرمان. وشملت الدراسة كيانات إسرائيلية مختلفة بما في ذلك هيئة تخطيط المياه الإسرائيلية ووزارة الدفاع وخبراء مياه بارزين في إسرائيل وأدارها نحميا هاسيد. وقد تم تقديم نتائج الدراسة  إلى البنك الدولي في أغسطس 1994 وأوصت بتطوير تكنولوجيا تحلية مياه البحر وتنقية مياه الصرف الصحي، من أجل تلبية الاحتياجات المائية لإسرائيل ومناطق الضفة الغربية بما يتوافق مع النمو السكاني المتوقع. وحتى الآن، تم تنفيذ هذا التقرير بالكامل تقريبًا. كما أنه يخدم مخططي المياه والمفاوضين مع المملكة الأردنية والفلسطينيين.
الحياة السياسية
في كانون الثاني (يناير) 2006، انضم برافرمان إلى حزب العمل  وتم انتخابه عضوًا في الكنيست السابع عشر. وكان عضوًا في لجنة الشؤون المالية والاقتصادية ورئيسًا للجنة المالية للمتقاعدين، ومنذ 23 تموز (يوليو) 2008 وحتى نهاية الدورة السابعة عشرة للكنيست شغل منصب رئيس اللجنة المالية في الكنيست. وتحت قيادته أقرت اللجنة "شبكة ضمان المدخرين" كملحق لمعالجة تآكل مدخرات المتقاعدين ورعاية المتقاعدين الإسرائيليين.
وفي أعقاب انتخابات الكنيست الثامنة عشرة، عين برافرمان وزيرًا لشؤون الأقليات في الحكومة الثانية والثلاثين. وسلط الضوء على تعزيز المبادرات الاقتصادية والتنمية الاقتصادية بين الأقليات السكانية في إسرائيل.
في عام 2010، بادر وقدم للحصول على موافقة الحكومة على خطة متعددة السنوات بقيمة إجمالية تبلغ 800 مليون شيكل، تهدف إلى تعزيز المبادرة الاقتصادية والبنية التحتية والتنمية في المجتمعات العربية. روج برافرمان لبرنامج تخصيص 305 ملايين شيكل جديد للطلاب العرب ومنح 1600 منحة دراسية للطلاب البدو المتفوقين، واستثمر في تعزيز مختبرات الأبحاث في المجتمعات العربية وساعد في إنشاء مركز وطني للبحث والتطوير للسكان الدروز في إسرائيل. كما سعى إلى ضم 40% من الأقلية الإسرائيلية إلى خريطة الأولويات الوطنية.
في 17 كانون الثاني (يناير) 2011، استقال من منصبه كوزير بعد استقالة إيهود باراك من حزب العمل واستقالة الحزب من الائتلاف.
وفي عام 2013 عين رئيسًا للجنة الشؤون الاقتصادية في الكنيست، التي وضعت احتكار الغاز الطبيعي على جدول الأعمال وطالبت مفوض تقييد التجارة بفرض ضوابط على أسعار الغاز. وكان مسؤولاً عن الإصلاحات في التجارة والصناعة والنقل والاتصالات وحماية المستهلك والمزيد. كما رفع الوعي بضرورة التخطيط الاقتصادي طويل المدى، والحاجة إلى بناء أطر تعليمية صناعية ودمج جميع مستويات السكان في سوق العمل. ودعا إلى "الرأسمالية المستنيرة" التي تؤكد على النمو مع التوزيع العادل للدخل.
قبل انتخابات الكنيست العشرين في مارس 2015، أعلن برافرمان أنه لن يترشح لولاية أخرى واعتزل الحياة السياسية. 

## جائزة إسرائيل
حصل على جائزة إسرائيل لإنجاز العمر لعام 2020 - في فئة المساهمة الخاصة للمجتمع والدولة  - لمساهماته كرئيس لجامعة بن غوريون في النقب.
وفي مداولاتهم لمنح الجائزة، ذكر الحكام أن "المجتمع الأكاديمي الذي تصوره برافرمان، ومشاركته في تصميمه وجمع الأموال لإنشائه، ساهم في تسريع تطوير مدينة بئر السبع والنقب بأكمله... اليوم بئر السبع هي منطقة حضرية تدمج المدن والبلدات التابعة، وفي مركزها الجامعة والمركز الطبي بجامعة سوروكا ومجمع التكنولوجيات المتقدمة، حيث تعمل الشركات العالمية الرائدة في مجال أمن المعلومات والتقنيات الأخرى. وقد تم بناء أحياء توفر مساكن عالية الجودة حول الجامعة، الأمر الذي ساهم في زيادة قيمة العقارات في بئر السبع

## جوائز
- جائزة إسرائيل لإنجاز العمر - 2020
- العضوية في الأكاديمية الأوروبية للعلوم والفنون. منحته الأكاديمية الأوروبية في تشرين الثاني/نوفمبر 2017، خاتم التسامح تقديرًا لعمله في المجال الأكاديمي والسياسي مع العرب والمسلمين والمسيحيين، في إسرائيل وخارجها.
- وسام السعف الأكاديمي الفرنسي برتبة قائد
- الدكتوراه الفخرية من المدرسة اللاهوتية اليهودية
- الدكتوراه الفخرية من جامعة رند الأفريكانية
- المواطن الفخري لمدينة بئر السبع.
- جائزة بن جوريون
- جائزة الجودة في الحكومة من دولة إسرائيل

## منشورات مختارة
- اقتصاديات المنظمة الريفية: النظرية والممارسة والسياسة ، مطبعة جامعة أكسفورد 1993، 589 ص.
- "المشاركة والترابط بين الأسواق الزراعية"، المجلة الاقتصادية الأمريكية ، المجلد. 72، رقم 4، ص. 695-715، 1982
- "أسواق ومؤسسات الائتمان الريفية في البلدان النامية: دروس في تحليل السياسات من الممارسة والنظرية الحديثة"، التنمية العالمية ، المجلد. 14، ص. 1253-1267، 1986
- "البحث عن المستهلك وتوازنات السوق البديلة"، مراجعة الدراسات الاقتصادية ، المجلد. 47، ص. 487-502، 1980
- "الائتمان والمشاركة في المجتمعات الزراعية"، مجلة اقتصاديات التنمية ، المجلد. 9، ص. 289-312، 1981
- "الانتقال إلى الزراعة ما بعد الجماعية في أوروبا الشرقية والاتحاد السوفييتي: المعضلات والاستراتيجيات"، مجلة وجهات النظر الاقتصادية ، المجلد. 5، رقم 4، ص. 149-61، 1991
- "حل مشكلة المياه في الشرق الأوسط"، في ج. أ. بيترز (محرر) القدرة التنافسية الزراعية: قوى السوق واختيار السياسات ، ص. 496-508، مطبعة جامعة دارتموث 1995

## روابط خارجية
- أفيشاي برافرمان على الموقع الإلكتروني للكنيست